# Puntate di Clickbait
La miniserie televisiva Clickbait (miniserie televisiva) è composta da 8 episodi, distribuiti sulla piattaforma online Netflix a partire dal 25 agosto 2021.
| nº | Titolo originale | Titolo italiano | Pubblicazione  |
| -- | ---------------- | --------------- | -------------- |
| 1  | The Sister       | La sorella      | 25 agosto 2021 |
| 2  | The Detective    | Il detective    | 25 agosto 2021 |
| 3  | The Wife         | La moglie       | 25 agosto 2021 |
| 4  | The Mistress     | L'amante        | 25 agosto 2021 |
| 5  | The Reporter     | Il reporter     | 25 agosto 2021 |
| 6  | The Brother      | Il fratello     | 25 agosto 2021 |
| 7  | The Son          | Il figlio       | 25 agosto 2021 |
| 8  | The Answer       | La risposta     | 25 agosto 2021 |

## La sorella
- Titolo originale: The sister
- Scritto da: Tony Ayres e Christian White
- Diretto da: Brad Anderson

### Trama
Dopo aver litigato con suo fratello Nick Brewer a una cena di famiglia, Pia Brewer si reca con rabbia per una notte in città e fa cadere accidentalmente il telefono nel water. Il giorno dopo, mentre è al lavoro, un paziente che assiste le mostra un video di Nick visibilmente picchiato e che mostra un biglietto con riportata la scritta "Abuso le donne". Successivamente mostra un secondo cartello con le seguenti parole "A 5 milioni di visualizzazioni morirò". Sconvolta, Pia tenta di contattare Nick ma senza successo. Scopre inoltre che non è mai arrivato sul posto di lavoro. Pia si reca dalla moglie di Nick, Sophie, alla scuola dove insegna, e insieme si recano alla polizia. Si incontrano con il detective Roshan che assicura loro che farà di tutto per verificare la situazione. Anche i figli di Nick e Sophie, Ethan e Kai, hanno visto il video e per il momento non vanno a scuola. Pia recupera il suo telefono e trova un messaggio vocale di Nick che si scusa per il litigio della sera prima e dice che ci sono cose di cui deve parlare con lei. Pia va a vedere se la loro madre ha sue notizie, ma dopo aver realizzato i due non si sono sentiti, sceglie di tenerla all'oscuro del video. La polizia chiede a Sophie e Pia di tornare per un secondo colloquio dopo la pubblicazione di un altro video: Nick con un cartello che recita "Ho ucciso una donna". Sophie e Pia confermano la calligrafia di Nick per i primi due cartelli, ma non per il terzo. L'indagine ora sarà seguita dal dipartimento della omicidi. Fuori dalla stazione, Pia fa ascoltare a Sophie il messaggio in segreteria telefonica ricevuto da Nick ma quest'ultima le dice di non condividerlo con la polizia (che sta cominciando a sospettare che Nick abbia confessato i crimini che ha commesso). Pia torna al suo posto di lavoro per chiedere aiuto a un suo paziente, Vince. Egli ha avviato un forum in cui una comunità online sta esaminando i video alla ricerca di indizi su dove si trovi Nick. Successivamente, il forum mostra prove che suggeriscono che Nick si trovi in un furgone, riuscendo a restringere il modello utilizzato. Pia porta questa informazione alla polizia, che riesce a rintracciare il furgone dopo che il video ha raggiunto i cinque milioni di visualizzazioni.

## Il detective
- Titolo originale: The detective
- Scritto da: Tony Ayres e Christian White
- Diretto da: Emma Freeman

### Trama
È confermato che il furgone abbandonato è quello dove è stato tenuto Nick e dove sono stati girati i video. Il detective De Luca della omicidi è ora in carica e rimuove il detective Roshan Amiri dal caso. De Luca sequestra tutti i dispositivi mobili della famiglia Brewer per cercare indizi, ma Pia afferma che il suo telefono si sta ancora asciugando nel riso. Volendo tornare sul caso, il detective Roshan fa un patto con Pia che se lei richiedesse il suo coinvolgimento nel caso come collegamento con la famiglia, la terrà informata su eventuali progressi nelle indagini. Roshan scopre che Ethan è ancora in possesso di un tablet che possedeva Nick, dove sta monitorando un'applicazione in cui i volontari segnano su una mappa dove hanno già cercato Nick. Sotto consiglio della polizia, Sophie rilascia una dichiarazione in cui crede che il rapitore si sbagli e che Nick non ha commesso nessuno dei crimini di cui è accusato. Pia passa al detective Roshan il suo telefono con il messaggio in segreteria telefonica mandatogli da Nick. Roshan informa e consegna il telefono ai suoi superiori. Ammette anche che prima della scomparsa di Nick, stava per incontrare Pia attraverso un'app di appuntamenti. Scopre che De Luca ha messo le foto del suo profilo di appuntamenti in giro per l'ufficio nel tentativo di ridicolizzarlo. Roshan affronta De Luca, sostenendo che sia un razzista e minimizzando il suo coinvolgimento perché è un mussulmano. De Luca ribatte tuttavia che il suo problema con Roshan è la sua incapacità di lavorare con gli altri e che ha interesse per il caso solo per poter essere promosso. La polizia riesce a localizzare dove sembra essere stato rapito Nick, individuando una siringa nelle vicinanze. Roshan condivide queste informazioni con la famiglia Brewer e si confronta separatamente con Sophie e Pia su eventuali problemi con Nick. Mentre Sophie nega con veemenza di avere problemi coniugali con Nick, Pia ammette che pochi mesi prima Nick è venuto da lei per farsi curare per i lividi, chiedendole di tenere questo tra di loro. Una notifica sull'app "GeoNick", dove il pubblico segna dove hanno cercato Nick, li conduce al molo dove sembra sia stato trovato un corpo. Si tratta solo di un manichino con la faccia di Nick incollata sopra per scherzo . Utilizzando i dati dal telefono di Nick, Roshan rintraccia un bar in cui Nick era stato il giorno in cui è stato picchiato e trova filmati di sorveglianza che lo vedono coinvolto in una rissa con un uomo non identificato. Roshan suggerisce che la polizia utilizzi le informazioni dell'applicazione GeoNick per restringere la ricerca. Così facendo viene individuato il cadavere di Nick. Roshan dà la notizia a Pia sconvolgendola e viene ufficialmente promosso al dipartimento della Omicidi per aver trovato il corpo di Nick e guadagnandosi il rispetto di De Luca. Mentre esamina il filmato di sorveglianza della rissa di Nick, Roshan inizia a sospettare il coinvolgimento di Sophie nella faccenda.

## La moglie
- Titolo originale: The Wife
- Scritto da: Pete McTighe
- Diretto da: Brad Anderson

### Trama
I detective Roshan e De Luca danno la notizia della morte di Nick a Sophie e le chiedono se può identificare l'uomo visto nel filmato di sorveglianza. Nega di conoscere l'uomo fino a quando Roshan non mostra un'immagine di lui che indossa la stessa maglietta in una foto con lei sui social media. Sophie ammette che l'uomo è Curtis Hamilton, un ex collega. Pur insistendo sul fatto che Curtis fosse solo un amico, riaffiorano i ricordi della loro relazione. Sophie torna a casa per dare la notizia della morte di Nick ai suoi figli e alla madre di Nick. Pia chiede a Roshan di mostrarle il corpo di Nick ma la richiesta viene rifiutata poiché il suo corpo è ancora in fase di esame da parte del medico legale. Sophie racconta a sua madre del litigio che Curtis e Nick hanno avuto e la sua scelta di non rivelare la sua relazione alla polizia. Più tardi quella notte Sophie esce di casa per incontrare Curtis e gli chiede del suo coinvolgimento con la scomparsa di Nick. De Luca e Roshan arrivano nel bel mezzo della loro conversazione e arrestano Curtis dopo che si rifiuta di collaborare consegnando i suoi dispositivi digitali. Mentre è alla stazione di polizia, Sophie rivela la sua relazione con Curtis e ricorda come ha detto a Nick del tradimento. Nonostante fosse inizialmente arrabbiato, Nick riesce a perdonarla. Il giorno dopo, Ethan e Kai trovano il filmato dell'arresto di Curtis e si chiedono perché Curtis avrebbe voluto fare del male a Nick. Sospettosa, Pia affronta Sophie, che ammette la sua relazione. Vengono ascoltati da Ethan e Kai. Sconvolto, Ethan esce di casa e Sophie cerca di seguirlo. Durante la visita a vari parchi di pattinaggio, Sophie riconosce una donna che l'ha seguita e la affronta. La donna si presenta come Emma Beesly. Emma dice a Sophie che aveva una relazione con Nick, che l'ha conosciuta sotto lo pseudonimo di "Danny Walters". Pur essendo inizialmente scettica, Sophie inizia a credere a Emma dopo che le ha riferito che la loro relazione è iniziata sei mesi fa (quando Sophie ha raccontato a Nick del suo tradimento) e che vive a Los Angeles, dove Nick viaggiava spesso per lavoro. Sophie trova Ethan nell'appartamento di Pia e discute con Pia circa la verifica sulla storia di Emma. Tentano di accedere al profilo di "Danny Walters", ma scoprono che è stato eliminato. Pia chiede a Vince di aiutarla a recuperare il profilo dal sito di incontri. Più tardi quel giorno, si tiene un memoriale sul posto di lavoro di Nick e le informazioni sulla relazione con Curtis sono trapelate alla stampa. Roshan e De Luca, mentre scortano la famiglia Brewer al memoriale, informano Sophie che Curtis è stato rilasciato in quanto ha un alibi. Prima del memoriale, una studentessa che ha lavorato con Nick di nome Jenny tenta di dire a Sophie qualcosa su Nick, ma viene interrotta dal collega di Matt. Anche Vince arriva al memoriale e mostra a Pia il profilo di "Danny Walters" che è proprio Nick. Sopraffatta dal memoriale, Sophie tenta di andarsene, ed un passante le dice che dovrebbe vergognarsi della sua relazione. Sophie lancia un drink in faccia al passante con rabbia. Più tardi quella notte, Pia mostra a Sophie il profilo di "Danny Walters", che è stato creato due anni fa, molto prima della sua relazione.

## L'amante
Titolo originale: The Mistress
Scritto da: Melissa Scrivner Love
Diretto da: Emma Freeman

### Trama
Emma Beesly rilascia la sua dichiarazione al dipartimento di polizia di Oakland, rivelando la sua relazione con Nick. Viene mostrata la vita quotidiana di Emma: il suo lavoro come agente assicurativo dove aiuta i suoi clienti a fare reclami con successo e la sua relazione con Nick sotto il personaggio "Danny". Il giorno in cui Nick viene rapito, lei è in palestra con la sua amica Audrey, apprendendo la sua situazione tramite le notizie. Emma segue da vicino il caso e decide di andare a Oakland per aiutare a far luce sulla situazione. Emma aspetta fuori dalla casa sperando di trovare un'opportunità per parlare con Sophie. Durante l'attesa, ottiene l'attenzione di un giornalista, Ben Park, che le dà il suo biglietto da visita. In questo momento, Ethan si precipita fuori di casa (quando scopre la relazione di Sophie dall'episodio precedente), seguito da Sophie la quale è seguita da Emma nella sua auto. Emma cerca di trovare il coraggio per parlare con Sophie, che la affronta dopo aver notato che la sta seguendo. Emma le racconta della sua relazione con Nick e torna nella sua stanza d'albergo, dove assiste a un dibattito sul fatto che Nick abbia commesso i crimini di cui è stato accusato. Audrey la chiama e le chiede perché è andata a Oakland ed Emma ammette che voleva vedere la vita di Nick a Oakland. Emma termina la chiamata e fantastica sul fatto che Nick sia nella stessa stanza con lei. Il giorno dopo, Emma va a rilasciare la sua dichiarazione al detective Roshan. Non volendo ancora tornare, Emma va al posto di lavoro di Nick per vedere il suo santuario e incontra Matt. Pia poi arriva per chiedere a Matt se era a conoscenza della relazione di Nick. Nel frattempo, Sophie inizia a ricevere minacce di morte sul suo telefono dopo che qualcuno ha messo il suo numero di telefono online. Pia affronta Emma nella sua stanza d'albergo, dicendole che non dovrebbe essere lì. Emma insiste sul fatto che ciò che lei e Nick avevano era reale e condivide i dettagli che Nick le ha raccontato sulla sua infanzia con Pia. Più tardi quella notte, Emma riceve una telefonata minacciosa, che le dice di lasciare la città. Chiama la polizia e lascia l'albergo, ma un camioncino verde la segue e la porta fuori strada. All'ospedale, Emma fa la sua dichiarazione a Roshan. Anche Pia arriva (è stata contattata da Emma) e scopre che Nick aveva più personaggi online dove ha incontrato donne diverse. Sconvolta, Emma torna a Los Angeles e incontra una delle altre donne che conoscevano Nick. La donna, Mandy Harrison, è un'artista. Nick ha detto a Mandy le stesse cose che ha detto a Emma. Emma compra un dipinto di Nick che Mandy ha dipinto e lo brucia, dopo essere apparsa in un'intervista con Ben Park dove racconta tutto su Nick.

## Il reporter
- Titolo originale: The reporter
- Scritto da: Bradford Winters e Tony Ayres
- Diretto da: Ben Young

### Trama
Ben Park mostra l'intervista che ha avuto con Emma al suo editore Dakota. Gli viene ordinato di trovare maggiori informazioni sulla questione e di ottenere un'intervista con Sophie. Ben si finge un fattorino di cibo e filma l'interno della casa dei Brewer quando viene scoperto da Pia. Ben lascia il suo biglietto da visita ai Brewers, prima di essere cacciato di casa. Tornando a casa, Ben e il suo ragazzo Cameron cercano i profili di incontri online di Nick e scoprono che Jenny commenta su un forum online che chiunque tenti di difendere Nick non lo conosceva davvero. Ben intervista Jenny il giorno successivo al college, che dice loro che credeva che Nick potesse avere qualcosa a che fare con Tara Wilson, una ragazza che abbandonò la squadra di pallavolo. Crede che Nick avesse abusato di lei . Ben tenta di parlare con Tara, che si rifiuta di rilasciare una dichiarazione. Tornato in ufficio, scopre che Sophie ha portato il suo avvocato per incontrare l'editore di Ben, Dakota, con l'intenzione di citare in giudizio la rete per violazione di Ben. Nel tentativo di evitare accuse, Dakota accetta di non mandare in onda l'intervista con Emma Beesly se Sophie rilascerà un'intervista esclusiva con loro. Dakota rimuove Ben dalla storia, con suo grande dispiacere. Imperterrito, Ben continua a cercare i profili degli appuntamenti di Nick e trova un personaggio che ha usato: Jeremy Wilkerson. Attraverso il dark web, Ben ottiene l'accesso al profilo degli appuntamenti e scopre che Nick era coinvolto con una donna di nome "Maggie Oxley". Usando le foto del suo profilo di appuntamenti, rintraccia la sua posizione in una libreria a Sacramento. Mentre sono lì, Ben e Cameron scoprono che "Maggie Oxley" era un alias per Sarah Burton, una donna morta quattro mesi prima. Scoprono che ha un fratello maggiore, Simon, e vanno nel suo appartamento. Ben irrompe e trova il telefono di Sarah, riuscendo per un pelo a sfuggire a Simon quando rientra a casa. Al ritorno a Oakland, Cameron è sconvolto dall'insensibilità di Ben e decide di passare la notte a casa dei suoi genitori. Ben esamina il telefono di Sarah e scopre che Nick la stava ignorando, spingendola infine a suicidarsi dopo che lei aveva minacciato di farlo. Ben porta queste informazioni a Dakota e chiede di essere l'intervistatore di Sophie o porterà invece le informazioni a una rete rivale. Durante l'intervista, Ben tende un'imboscata a Sophie riguardo al coinvolgimento di Nick con la morte di Sarah, travolgendola e facendola fuggire. Tornato al suo appartamento, Ben trova Cameron ad aspettarlo, che lo implora di essere più empatico verso gli altri. Rendendosi conto che Ben non cambierà, Cameron lo lascia. Nel frattempo, mentre l'intervista di Sophie va in onda, Simon osserva attentamente con un'espressione cupa.

## Il fratello
- Titolo originale: The brother
- Scritto da: Bradford Winters
- Diretto da: Ben Young

### Trama
Sei mesi fa, Simon Burton lavora come moderatore di contenuti per Klonis. Attraverso lo spyware che ha installato sul laptop di sua sorella, Simon scopre che ha iniziato una relazione con qualcuno di nome Jeremy. Sebbene inizialmente scettico, è felicissimo che questa nuova relazione abbia aiutato a rimettere in carreggiata la sua vita. Col passare del tempo, la relazione di Sarah con "Jeremy" peggiora e lei inizia a perdere il controllo. Quattro mesi prima degli eventi del primo episodio, Simon riceve una chiamata da Sarah pochi istanti prima che si suicidi. Mentre il medico legale rimuove il suo corpo, scopre come "Jeremy" l'abbia spinta al suicidio. Con l'aiuto del suo amico Darryl, Simon scopre che "Jeremy" è Nick Brewer a Oakland. Al giorno d'oggi, Darryl e Simon sono turbati dal fatto che la polizia sia sul loro posto di lavoro. Mentre Roshan lo interroga, Simon finge ignoranza e afferma che stava pescando con Darryl il giorno in cui Nick è stato rapito. Mentre Roshan se ne va, Simon invia un messaggio a Darryl di nascondersi e di non farsi trovare. Più tardi quel giorno, i due si incontrano per confermare i loro alibi. Nel frattempo, Sophie ha deciso di rimuovere tutte le foto di Nick dalla casa, facendo arrabbiare Pia che se ne va. Apprende da Roshan che Simon è ora un sospettato e guida fino a Sacramento per incontrarlo. I due discutono dei loro sospetti su come l'unica foto che Simon ha postato di se stesso sia stata per il giorno in cui Nick è stato rapito, e i due quasi dormono insieme, prima che Roshan si rifiuti perché così facendo lo avrebbe rimosso dal caso. Il giorno dopo, Roshan chiede a Simon di seguirlo al dipartimento di polizia di Sacramento per alcuni chiarimenti ma Simon scappa ma infine viene comunque arrestato. Mentre si trova sul posto di lavoro di Simon, Pia vede un Darryl nervoso e ansioso, che la riconosce come la sorella di Nick. Darryl tenta di tenerla sotto tiro, ma Pia riesce a scappare e chiede a un passante di chiamare la polizia. Anche Darryl viene arrestato. Simon riflette su come i due siano andati a Oakland per rapire Nick e costringerlo a tenere i cartelloni per i video. Simon dice a Roshan che rilascerà una dichiarazione solo se può prima parlare con Pia, che è d'accordo. Dopo aver detto a Simon che la morte di Nick non ha portato a nulla perché Sarah è morta, Pia scopre che Simon non ha ucciso Nick. Invece, Simon rivela che quando ha affrontato Nick sul suo trattamento di Sarah, Nick negava di averla mai conosciuta e insiste sul fatto che non ha mai creato alcun profilo di appuntamenti. Pur non credendogli all'inizio, Nick fa notare un'incongruenza in una delle foto di lui e Sarah, e Simon si rende conto che Nick è innocente. Simon a quel punto lascia andare Nick, che gli riferisce che ha detto a una sola persona della relazione di Sophie e sa chi è il responsabile, promettendo di fargliela pagare. Simon insiste che non sa chi ha ucciso Nick, ma che non sono stati né lui né Darryl.

## Il figlio
- Titolo originale: The son
- Scritto da: Melissa Scrivner Love e Tony Ayres
- Diretto da: Cherie Nowlan

### Trama
Dopo che Simon e Darryl sono stati arrestati, Ethan e Kai tornano a scuola. Mentre gli amici di Kai sono felici di rivederlo, gli amici di Ethan cercano di mantenere le distanze da lui. Il bullo della scuola Michael tenta senza successo di spingere Ethan in una rissa. Kai, sentendo le parole offensive di Michael, inizia a prenderlo a pugni. Sophie viene invitata dal preside della scuola a parlare del comportamento di Kai e il giorno dopo scopre che il padre di Michael intende sporgere denuncia contro Kai. Sophie convince il preside della scuola a instaurare una mediazione tra le due famiglie. A cena, Pia condivide la sua convinzione che Simon non abbia ucciso Nick e che Nick fosse innocente dopo tutto. In una conversazione privata, Pia rivela a Sophie che il loro padre si era suicidato quando erano giovani, qualcosa che ha colpito profondamente la famiglia ed è il motivo per cui insiste che Nick non avrebbe mai spinto Sarah al suicidio. Durante tutti i precedenti episodi, Ethan messaggiava Alison, una ragazza che ha incontrato online. Dopo aver visto un'intervista di Mandy Harrison, Ethan inizia a sospettare che non abbia mai incontrato Nick di persona, cosa che Mandy gli conferma via e-mail. Ethan porta questa informazione a Pia, che la porta a Roshan, ma la polizia insiste che il caso di Nick sia chiuso. Mentre Sophie e Kai vanno all'incontro di mediazione con Michael e suo padre, Ethan chiede di incontrare Alison nella vita reale, sospettando che sia coinvolta nell'omicidio di Nick. Alison insiste che non può incontrarlo perché ha un disturbo d'ansia, ma gli dà il suo indirizzo per vederla di persona. Ethan va all'indirizzo e scopre che Alison gli stava dicendo la verità e si scusa. Dopo un inizio imbarazzante, i due iniziano a legare. Alison suggerisce che Ethan provi a contattare Emma Beesly, per verificare se ha incontrato Nick di persona. Mentre all'inizio era fermamente convinto che si fossero incontrati di persona, quando Ethan le chiede se riconosce la voce di Nick da un vecchio video, lei non è in grado di farlo e ammette di non aver mai incontrato Nick di persona. Alison dice a Ethan che se avesse le foto che sono state inviate a Emma, potrebbe usare i metadati per tracciare un luogo da cui sono state inviate le immagini. Pia incontra Vince e ne deducono che dal momento che il creatore di false identità conosceva i dettagli delle loro vite, doveva essere qualcuno che Nick conosceva bene. Vince rivela che prima che Simon venisse arrestato, c'erano voci che Nick fosse coinvolto con una delle ragazze della pallavolo, Tara Wilson. Pia chiede a Tara se ha avuto una relazione con Nick, ma lei insiste che non l'hanno fatto. Nick le stava dicendo di interrompere la sua relazione e di non lasciare la squadra. Il ragazzo che Tara stava vedendo ha iniziato a molestarla e alla fine ha pubblicato foto di lei nuda online. Mentre Pia insiste ulteriormente, Tara rivela che stava vedendo Matt. Pia va al posto di lavoro di Nick e con l'aiuto della collega di Nick, Dawn, ottiene l'accesso al computer di Matt. Pia trova foto di Tara nuda e foto di Nick che sono state utilizzate per i profili di appuntamenti di Nick. Ethan dice a Sophie che Emma è riuscita a confermare di non aver mai incontrato Nick di persona, il che significa che Nick era innocente, lasciandola in lacrime. Dopo che Sophie aveva precedentemente suggerito di trasferirsi, Kai si arrabbia all'idea e vede il computer di Ethan, dove Alison ha inviato la posizione da cui sono state inviate le immagini. Tornata al suo appartamento, Pia trova Matt ad aspettarla, che le chiede perché ha violato il suo computer. Mentre il confronto si infiamma, arriva la compagna di stanza di Pia, Elli, e Matt se ne va. Sophie scopre che Kai è scomparso e chiama Pia. Kai viene visto dirigersi verso il luogo inviato da Alison, armato di una mazza da baseball.

## La risposta
- Titolo originale: The answer
- Scritto da: Tony Ayres
- Diretto da: Cherie Nowlan

### Trama
Ethan si rende conto che Kai era sul suo computer e ha visto la posizione inviata da Alison. Ignorando i messaggi e le chiamate di Ethan e Sophie, Kai bussa alla porta di catfish dove risponde la collega di Nick, Dawn. Kai crede che il luogo che ha trovato sia stato un elaborato scherzo di Ethan e accetta l'invito di Dawn e di suo marito Ed ad entrare prima che lo accompagnino a casa. Dopo aver appreso come Kai li ha trovati, i due lo lasciano nella sala da pranzo, mentre Ed recupera una pistola e dice a Dawn che sta per farla finita. Due anni fa, quando Nick ha iniziato a lavorare al college, chiese aiuto a Dawn per configurare il suo computer, ottenendo nel frattempo tutti i suoi nomi utente e password. Più tardi quella stessa notte, per curiosità Dawn scopre un profilo di appuntamenti che Nick ha creato brevemente e abbandonato quando era arrabbiato con Sophie e inizia a impersonarlo. Comincia a creare più profili di appuntamenti usando le foto di Nick e alla fine viene scoperta da Ed che è disgustato e se ne va. Quando ciò accade, Sarah Burton inviava ripetutamente messaggi per chiedere perché venisse ignorata. Infastidita, Dawn la spinge a suicidarsi quando Sarah aveva minacciato di farlo. Al giorno d'oggi, Ed e Dawn fingono di accompagnare Kai a casa mentre Sophie e Pia arrivano alla casa ormai vuota e scoprono che Dawn era la catfish. Rendendosi conto che qualcosa non va, Kai tenta di contattare la sua famiglia, solo che Dawn butta il telefono fuori dall'auto. Lo portano in un ranch vicino e lo tengono dentro una roulotte. Kai scopre che dopo che Simon ha rilasciato Nick, il padre è andato a confrontarsi con Dawn sull'uso delle sue foto, del suo nome e sul fatto che Sarah Burton è stata spinta al suicidio. Mentre Dawn tenta di negare di averlo fatto, Nick sottolinea che lei è l'unica persona a cui ha confidato la relazione di Sophie e che lei ha avuto accesso al suo computer. Nick tenta di portare Dawn alla polizia, ma Ed lo colpisce ripetutamente alla testa, uccidendolo. Kai scappa dalla roulotte, ma viene quasi colpito da un colpo di pistola sparato da Ed. I due lo inseguono, dove tenta di nascondersi in una stalla. Nel frattempo, Roshan ed i colleghi del dipartimento di polizia arrivano ed iniziano a perquisire il ranch. Sentendo Sophie chiamarlo, Kai esce dal nascondiglio ma incontra Ed. Roshan e la polizia trovano Dawn e la arrestano, mentre Ed tiene Kai sotto tiro. Dawn convince Ed a lasciar andare Kai, ma Ed rifiuta di essere arrestato e costringe la polizia a sparargli. In seguito, Sophie rimette in casa le foto del marito, ora che è chiaro che Nick non l'ha mai tradita. Al funerale, Roshan dice a Pia che Tara ha deciso di sporgere denuncia contro Matt. Sophie si trova all'ingresso del funerale sentendosi sopraffatta, ma Pia riesce a rassicurarla sul fatto che ce la faranno sostenendosi a vicenda, come una famiglia.